# Toto (zespół muzyczny)
Toto (nazwa stylizowana: TOTO) – amerykański zespół rockowy założony w 1976 r. w Los Angeles z inicjatywy perkusisty Jeffa Porcaro oraz klawiszowca Davida Paicha. Największe sukcesy grupa odnosiła w latach 80. XX w. Wydana w 1982 r. płyta zatytułowana Toto IV zawierała dwa hity – „Africa” i „Rosanna”. Inne przeboje zespołu to m.in. „Hold the Line” i „I'll Be Over You”. Członkowie Toto współpracowali z czołówką artystów na świecie, nagrywając dla nich jako muzycy sesyjni. W muzyce grupy znaczące są wpływy takich gatunków jak: pop, soul, funk, rock progresywny, hard rock, R&B oraz jazz. Mimo to grupa wypracowała własny i rozpoznawalny styl, sprzedając 30 mln płyt na przestrzeni lat.
Dnia 6 czerwca 2008 r. grupa Toto zawiesiła swoją działalność. 26 lutego 2010 r. grupa ogłosiła, że połączy się ponownie latem 2010 r. na krótką trasę koncertową po Europie i zagra łącznie 8 koncertów, na rzecz chorego na stwardnienie zanikowe boczne Mike’a Porcaro. Grupa wystąpiła w składzie: David Paich, Steve Lukather, Steve Porcaro, Simon Phillips, Joseph Williams oraz gość specjalny – śpiewający w chórkach basista Nathan East. W tym składzie działała do 2019 r., po czym zawiesiła działalność po raz drugi.
W końcówce 2020 r. duet Steve Lukather i Joseph Williams wznowił działalność jako Toto wraz z nowym składem muzyków towarzyszących. David Paich formalnie pozostał w składzie, lecz nie wziął udziału w trasie koncertowej Dogz of Oz World Tour z wyjątkiem gościnnego występu w trakcie rejestracji albumu koncertowego With A Little Help From My Friends (wyd. 2021). Z tego powodu plakaty promujące koncerty były sygnowane szyldem David Paich presents Steve Lukather & Joseph Williams TOTO.

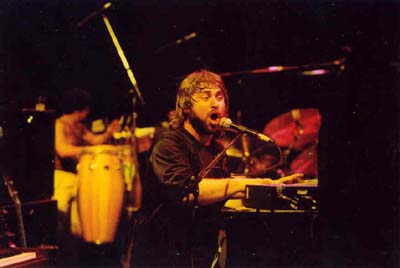
David Paich (wokal, instrumenty klawiszowe), koncert w ramach trasy promującej album Toto IV (1982)

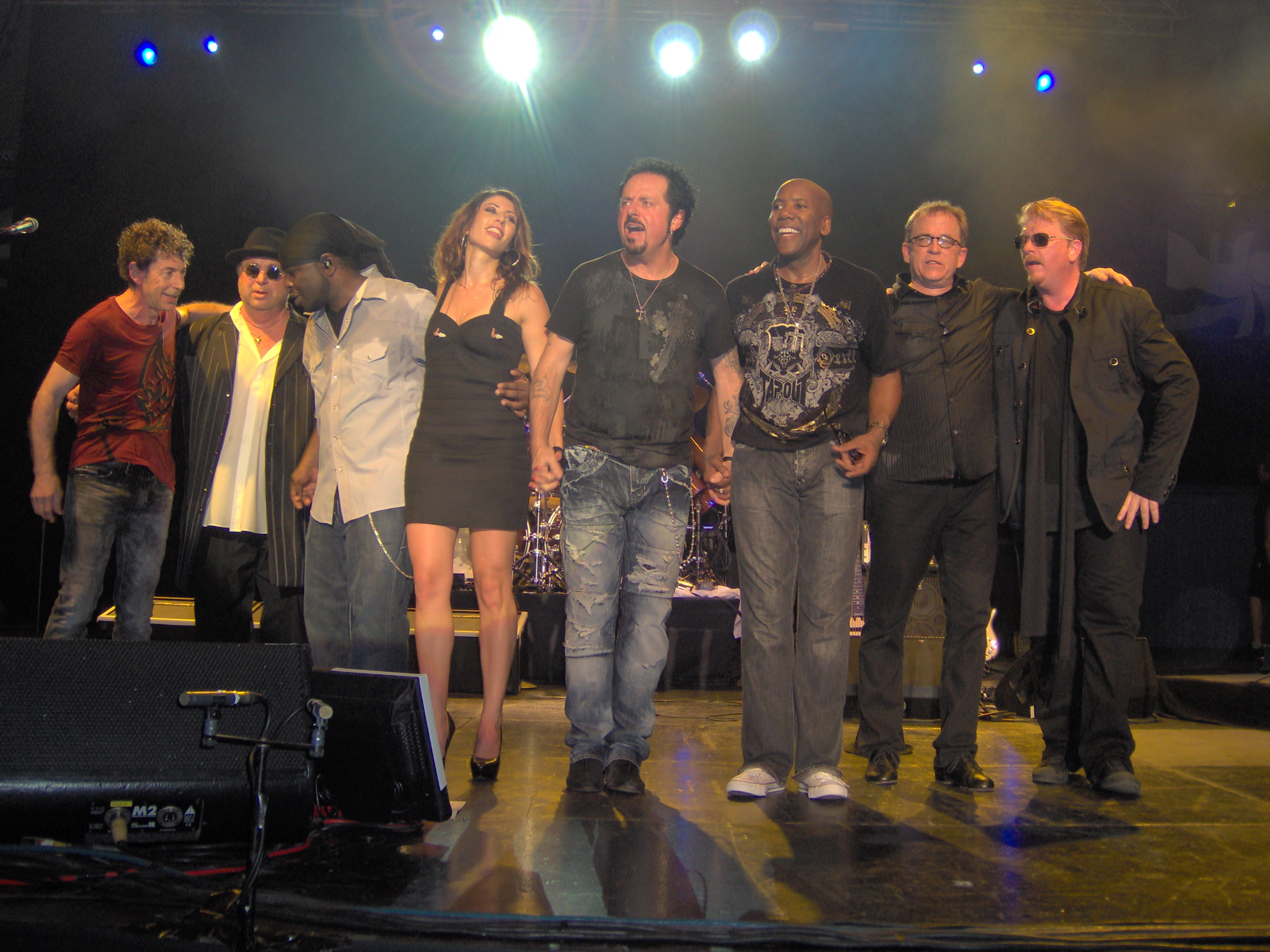
Od lewej: Simon Phillips, David Paich, Mabvuto Carpenter, Jory Steinberg, Steve Lukather, Nathan East, Steve Porcaro, Joseph Williams (2010)

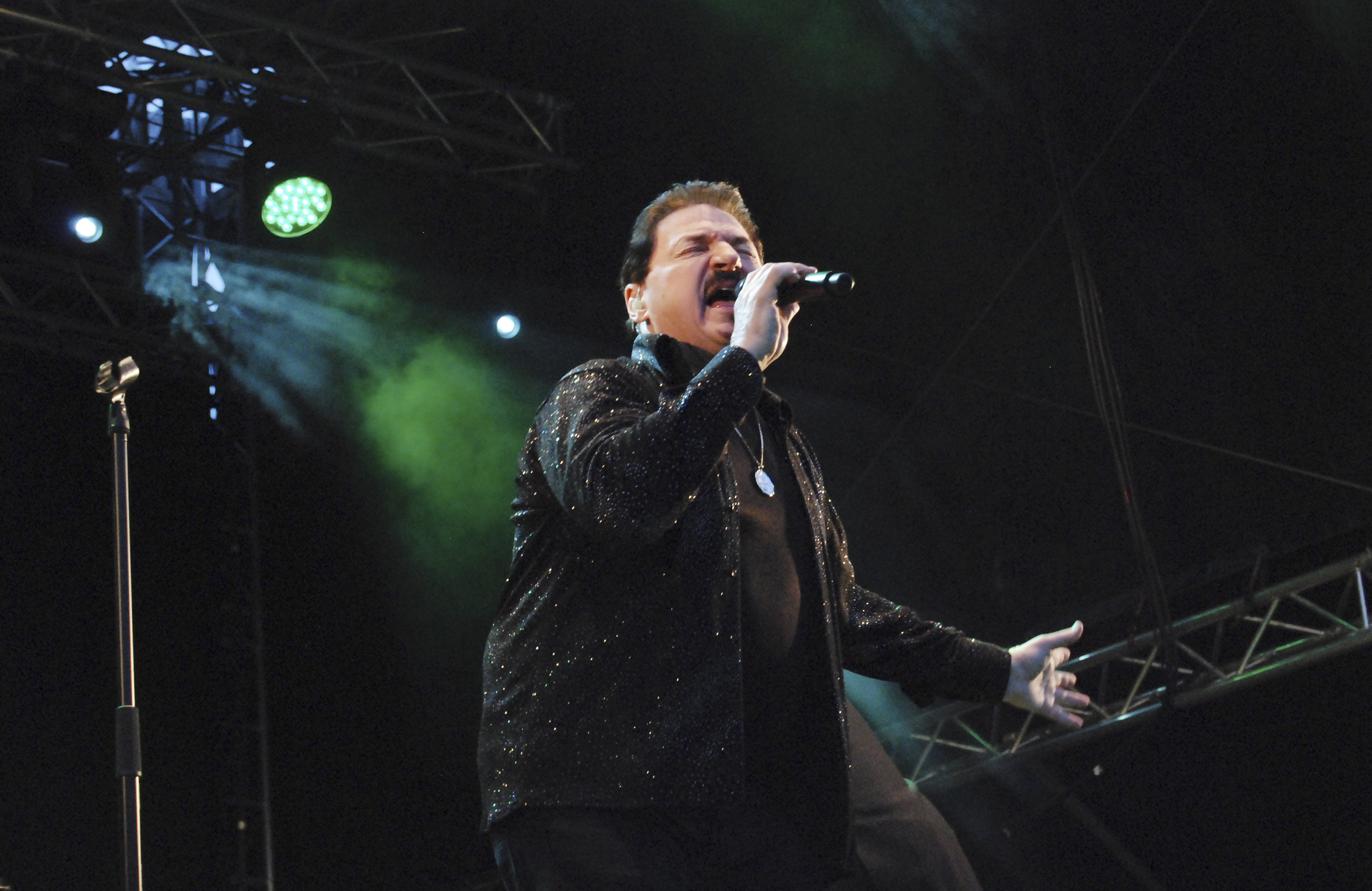
Bobby Kimball – były wokalista zespołu (2015)

## Muzycy

### Obecny skład zespołu
- Steve Lukather – gitara, wokal prowadzący, wokal wspierający, instrumenty klawiszowe (1977–2008, 2010–2019, od 2020)
- David Paich – instrumenty klawiszowe, wokal prowadzący, wokal wspierający (1977–2008, 2010–2019, od 2020; wyłączając trasy 2005–2008, 2018–2019, od 2020)
- Joseph Williams – wokal prowadzący, wokal wspierający, instrumenty klawiszowe (1986–1989, 1998, 2010–2019, od 2020)

### Obecni muzycy koncertowi
- Warren Ham – saksofon, wokal wspierający (1986–1988, 2017–2019, od 2020)
- Greg Phillinganes – instrumenty klawiszowe, wokal wspierający, wokal prowadzący (2005–2008, od 2024)
- Shannon Forrest – perkusja (2009, 2014–2019, od 2024)
- John Pierce – gitara basowa (od 2020)
- Steve Maggiora – instrumenty klawiszowe, wokal wspierający (od 2020)

### Byli członkowie zespołu
- Steve Porcaro – instrumenty klawiszowe, wokal wspierający, wokal prowadzący (1977–1987, 1998, 2010–2019)
- Jeff Porcaro (zmarły) – perkusja, instrumenty perkusyjne (1977–1992)
- Bobby Kimball – wokal prowadzący, wokal wspierający (1977–1984, 1998–2008)
- David Hungate – gitara basowa, gitara (1977–1982, 2009, 1999, 2014–2015)
- Mike Porcaro (zmarły) – gitara basowa, wokal wspierający, wiolonczela (1982–2008)[11]
- Fergie Frederiksen (zmarły) – wokal prowadzący, wokal wspierający (1984–1985)
- Jean-Michel Byron – wokal prowadzący, wokal wspierający (1990)
- Simon Phillips – perkusja, instrumenty perkusyjne, instrumenty klawiszowe (1992–2014)[12]
- Keith Carlock – perkusja, instrumenty perkusyjne, wokal wspierający (2014–2015)[13]

### Byli muzycy koncertowi
- Tom Kelly – gitara, wokal wspierający (1979)
- Lenny Castro – instrumenty perkusyjne (1979, 1982–1987, 2015–2019)
- Keith Landry – gitara, instrumenty perkusyjne, wokal wspierający (1980)
- James Newton Howard – instrumenty klawiszowe (1982)
- Timothy B. Schmit – wokal wspierający (1982)
- Jon Smith – saksofon, instrumenty perkusyjne, wokal wspierający (1982)
- Scott Page – saksofon, gitara, wokal wspierający (1985)
- Paulette Brown – wokal wspierający (1985–1987)
- Ralph Rickert – instrumenty dęte (1986–1987)
- Luis Conte – instrumenty perkusyjne (1988)
- Steve Porcaro – instrumenty klawiszowe (1988)
- Jackie McGhee – wokal wspierający (1990–1991)
- Jean-Michel Byron – wokal wspierający (1990–1991)
- Chris Trujillo – instrumenty perkusyjne (1990–1993)
- John Jessel – instrumenty klawiszowe, wokal wspierający (1990–2003)
- Jenny Douglas-Foote – wokal wspierający, instrumenty perkusyjne (1990–1993, 1995, 1996–1997, 2011–2012, 2014–2016)
- Denny Dias – gitara (1991)
- Fred White – wokal wspierający (1991)
- Donna McDaniel – wokal wspierający (1992–1994)
- John James – wokal wspierający, instrumenty perkusyjne (1992–1997)
- Gregg Bissonette – perkusja (1995)
- Sofia Bender – wokal wspierający, instrumenty perkusyjne (1996)
- Buddy Hyatt – instrumenty perkusyjne, gitara, wokal wspierający (1999)
- Tony Spinner – gitara, wokal wspierający (1999–2008)
- Jeff Babko – instrumenty klawiszowe, wokal wspierający (2000)
- Jon Farriss – perkusja, instrumenty perkusyjne (2003)
- Ricky Lawson – perkusja, instrumenty perkusyjne (2003)
- Leland Sklar – gitara basowa (2007, 2008, 2016–2017)
- Trevor Lukather – gitara (2009)
- Rascal Flatts – wokal wspierający, gitara (2009)
- Shannon Forrest – perkusja (2009, 2014–2019)
- Jory Steinberg – wokal wspierający (2010)
- Nathan East – gitara basowa, wokal wspierający (2010–2014)
- Mabvuto Carpenter – wokal wspierający, instrumenty perkusyjne (2010–2016)
- Amy Keys – wokal wspierający (2013–2014)
- David Santos – gitara basowa (2015)
- Shem von Schroeck – gitara basowa, wokal wspierający (2017–2019)
- Dominique "Xavier" Taplin – instrumenty klawiszowe, wokal wspierający (2018–2019, 2020-2023)
- Robert "Sput" Searight – perkusja, instrumenty perkusyjne, wokal wspierający (2020-2023)

## Dyskografia

### Albumy studyjne
| Rok                            | Tytuł                                                                             | Pozycja na liście | Pozycja na liście | Pozycja na liście | Pozycja na liście | Pozycja na liście | Pozycja na liście | Pozycja na liście | Pozycja na liście | Pozycja na liście | Pozycja na liście | Pozycja na liście | Certyfikat                     |
| Rok                            | Tytuł                                                                             | USA               | HOL               | FRA               | NOR               | SWE               | DEU               | NLZ               | CHE               | AUT               | FIN               | UK                | Certyfikat                     |
| ------------------------------ | --------------------------------------------------------------------------------- | ----------------- | ----------------- | ----------------- | ----------------- | ----------------- | ----------------- | ----------------- | ----------------- | ----------------- | ----------------- | ----------------- | ------------------------------ |
| 1978                           | Toto - Data: 15 października 1978 - Wydawca: Columbia Records                     | 9                 | —                 | —                 | 12                | 5                 | —                 | 24                | —                 | —                 | —                 | 37                | - USA: 2x platyna              |
| 1979                           | Hydra - Data: październik 1979 - Wydawca: Columbia Records                        | 37                | —                 | —                 | 1                 | 15                | —                 | 29                | —                 | —                 | —                 | —                 | - USA: złoto                   |
| 1981                           | Turn Back - Data: styczeń 1981 - Wydawca: Columbia Records                        | 41                | —                 | —                 | 4                 | 16                | —                 | —                 | —                 | —                 | —                 | —                 |                                |
| 1982                           | Toto IV - Data: 8 kwietnia 1982 - Wydawca: Columbia Records                       | 4                 | —                 | —                 | 2                 | 17                | —                 | —                 | —                 | —                 | —                 | 4                 | - USA: 3x platyna - FIN: złoto |
| 1984                           | Isolation - Data: listopad 1984 - Wydawca: Columbia Records                       | 42                | —                 | —                 | 8                 | 8                 | —                 | 9                 | 15                | —                 | —                 | 67                | - USA: złoto                   |
| 1986                           | Fahrenheit - Data: sierpień 1986 - Wydawca: Columbia Records                      | 54                | —                 | —                 | 12                | 6                 | —                 | —                 | 24                | 26                | —                 | 99                | - USA: złoto                   |
| 1988                           | The Seventh One - Data: 1 marca 1988 - Wydawca: Columbia Records                  | 64                | —                 | —                 | 4                 | 2                 | —                 | —                 | 4                 | 9                 | —                 | 73                |                                |
| 1992                           | Kingdom of Desire - Data: 7 września 1992 - Wydawca: Sony BMG                     | —                 | —                 | —                 | 7                 | 3                 | 18                | —                 | 5                 | 37                | —                 | —                 |                                |
| 1995                           | Tambu - Data: 12 maja 1995 - Wydawca: Sony BMG                                    | —                 | 9                 | —                 | 6                 | 5                 | 36                | —                 | 22                | 40                | 6                 | —                 |                                |
| 1999                           | Mindfields - Data: 16 marca 1999 - Wydawca: Sony BMG                              | —                 | 23                | 6                 | 7                 | 7                 | 14                | —                 | 10                | 33                | 5                 | —                 |                                |
| 2002                           | Through the Looking Glass - Data: 21 października 2002 - Wydawca: Capitol Records | —                 | 40                | 25                | —                 | 26                | 22                | —                 | —                 | 51                | 39                | —                 |                                |
| 2006                           | Falling In Between - Data: 14 lutego 2006 - Wydawca: Frontiers Records            | —                 | 10                | 48                | 16                | 6                 | 13                | —                 | 12                | 53                | 12                | —                 |                                |
| 2015                           | Toto XIV - Data: 20 marca 2015 - Wydawca: Frontiers Records                       | 98                | 2                 | 17                | 6                 | 4                 | 2                 | —                 | 3                 | 11                | 5                 | 43                |                                |
| "—" pozycja nie była notowana. |                                                                                   |                   |                   |                   |                   |                   |                   |                   |                   |                   |                   |                   |                                |

### Albumy koncertowe
| 1993                           | Absolutely Live - Data: 12 października 1993 - Wydawca: Alex Imports                   | 23 | 76 | —   | 35 | 30 |
| 1999                           | Livefields - Data: 1999 - Wydawca: Columbia Records                                    | 39 | 57 | 25  | —  | —  |
| 2003                           | Live in Amsterdam - Data: 7 października 2003 - Wydawca: Eagle Records                 | 66 | 50 | 120 | —  | —  |
| 2007                           | Falling in Between Live - Data: 17 sierpnia 2007 - Wydawca: Eagle Records              | 88 | 49 | 81  | —  | —  |
| 2014                           | 35th Anniversary: Live in Poland - Data: 28 kwietnia 2014 - Wydawca: Eagle Records     | 31 | 6  | 78  | —  | —  |
| 2021                           | With A Little Help From My Friends - Data: 25 czerwca 2021 - Wydawca: The Players Club | —  | —  | —   | —  | —  |
| "—" pozycja nie była notowana. |                                                                                        |    |    |     |    |    |

### Ścieżki dźwiękowe
| Rok  | Tytuł                                                 | Pozycja na liście |
| Rok  | Tytuł                                                 | USA               |
| ---- | ----------------------------------------------------- | ----------------- |
| 1984 | Dune - Data: grudzień 1984 - Wydawca: Polydor Records | 168               |

### Single
| 1978                           | "Hold the Line"                | 5  | 14  | —  | Toto                      |
| 1978                           | "I'll Supply the Love"         | 45 | —   | —  | Toto                      |
| 1978                           | "Georgy Porgy"                 | 48 | —   | —  | Toto                      |
| 1979                           | "St. George and the Dragon"    | —  | —   | —  | Hydra                     |
| 1979                           | "99"                           | 26 | —   | —  | Hydra                     |
| 1979                           | "All Us Boys"                  | —  | —   | —  | Hydra                     |
| 1981                           | "Goodbye Elenore"              | —  | —   | —  | Turn Back                 |
| 1982                           | "Rosanna"                      | 2  | 12  | 14 | Toto IV                   |
| 1982                           | "Make Believe"                 | 30 | —   | —  | Toto IV                   |
| 1982                           | "Africa"                       | 1  | 3   | 19 | Toto IV                   |
| 1983                           | "I Won't Hold You Back"        | 10 | 37  | —  | Toto IV                   |
| 1983                           | "Waiting for Your Love"        | 73 | —   | —  | Toto IV                   |
| 1984                           | "Stranger in Town"             | 30 | 100 | —  | Isolation                 |
| 1984                           | "Angel Don't Cry"              | —  | —   | —  | Isolation                 |
| 1985                           | "Holyanna"                     | 71 | —   | 23 | Isolation                 |
| 1985                           | "How Does It Feel"             | —  | —   | —  | Isolation                 |
| 1985                           | "Endless"                      | —  | —   | —  | Isolation                 |
| 1986                           | "I'll Be Over You"             | 11 | —   | 11 | Fahrenheit                |
| 1986                           | "Without Your Love"            | 38 | —   | —  | Fahrenheit                |
| 1987                           | "Till The End"                 | —  | —   | —  | Fahrenheit                |
| 1987                           | "Could This Be Love"           | —  | —   | —  | Fahrenheit                |
| 1988                           | "Pamela"                       | 22 | —   | 12 | The Seventh One           |
| 1988                           | "Stop Loving You"              | —  | 96  | 4  | The Seventh One           |
| 1988                           | "Straight for the Heart"       | —  | —   | —  | The Seventh One           |
| 1988                           | "Mushanga"                     | —  | —   | —  | The Seventh One           |
| 1990                           | "Out of Love"                  | —  | —   | —  | Past to Present 1977-1990 |
| 1990                           | "Can You Hear What I'm Saying" | —  | —   | 42 | Past to Present 1977-1990 |
| 1992                           | "Don't Chain My Heart"         | —  | —   | 21 | Kingdom of Desire         |
| 1992                           | "Only You"                     | —  | —   | 25 | Kingdom of Desire         |
| 1992                           | "2 Hearts"                     | —  | —   | —  | Kingdom of Desire         |
| 1992                           | "The Other Side"               | —  | —   | 32 | Kingdom of Desire         |
| 1995                           | "I Will Remember"              | —  | 64  | 18 | Tambu                     |
| 1995                           | "If You Belong to Me"          | —  | —   | —  | Tambu                     |
| 1995                           | "Just Can't Get to You"        | —  | —   | —  | Tambu                     |
| 1996                           | "Drag Him to the Roof"         | —  | —   | —  | Tambu                     |
| 1996                           | "The Other End of Time"        | —  | —   | —  | Tambu                     |
| 1996                           | "The Turning Point"            | —  | —   | 32 | Tambu                     |
| 1998                           | "Goin' Home"                   | —  | —   | 32 | Toto XX                   |
| 1999                           | "Mad About You"                | —  | —   | 39 | Mindfields                |
| 1999                           | "Melanie"                      | —  | —   | 34 | Mindfields                |
| 1999                           | "Cruel"                        | —  | —   | —  | Mindfields                |
| 2002                           | "Could You Be Loved"           | —  | —   | 49 | Through the Looking Glass |
| 2002                           | "While My Guitar Gently Weeps" | —  | —   | 18 | Through the Looking Glass |
| 2006                           | "Bottom of Your Soul"          | —  | —   | 35 | Falling in Between        |
| 2015                           | "Orphan"                       | 86 | —   | —  | Toto XIV                  |
| 2015                           | "Holy War"                     | —  | —   | —  | Toto XIV                  |
| 2015                           | "Burn"                         | —  | —   | —  | Toto XIV                  |
| "—" pozycja nie była notowana. |                                |    |     |    |                           |